# Sarah Kane
Sarah Kane (Brentwood, 3 de fevereiro de 1971 — Londres, 20 de fevereiro de 1999) foi uma dramaturga inglesa. A obra de Sarah Kane se caracteriza pela profundidade psicológica dos personagens e pelas imagens agressivas e chocantes.

## Biografia
Sarah Kane estudou teatro na Universidade de Bristol, especializando-se em artes na Universidade de Birmingham.
Mel Kenyon encantou-se com sua peça Blasted (Ruínas) - uma produção estudantil - e tornou-se seu agente. A partir daí, muitos de seus trabalhos passaram a ser representados no Royal Court Theatre e logo reconhecidos e encenados pelo mundo.
Sarah utilizou-se do pseudônimo Marie Kelvedon para escrever Crave (Falta) criando uma pequena biografia para seu alter ego. Tal medida foi tomada como forma de fugir do furor dos críticos que haviam reagido de forma truculenta ao escreverem sobre Blasted, caracterizando-a como "repugnante e obscena".
Porém, a depressão fez com que a dramaturga fosse internada por duas vezes em hospitais psiquiátricos. Nesse período extremamente conturbado ela escreveu 4.48 Psychosis (Psicose 4:48), sua última e mais radical peça. Numa narrativa densa, fragmentada, não-linear 4.48 evidencia uma mente conturbada, depressiva e esquizofrênica, à beira da loucura. 4:48 seria a hora em que a maioria dos suicídios acontecem.
Esse texto só foi encenado após a sua morte, no Royal Court Theatre, em 23 de Junho de 2000, sob a direção de James MacDonalds, o mesmo que produziu Blasted e dirigiu Cleansed.
A depressão fez com que Sarah Kane tentasse o suicídio sem sucesso com pílulas para dormir mas, em 20 de fevereiro de 1999 a escritora inglesa se enforcou no banheiro do London's King's College Hospital, aos 28 anos.

## Obras
- Blasted (1995)
- Skin (Filme de 1995)
- Phaedra's Love (1996)
- Cleansed (1998)
- Crave (1998)
- 4.48 Psychosis (1999)